# János Bornemissza
János Bornemissza, décédé en octobre 1527 à Pozsony, alors en Haute-Hongrie, est un militaire et un haut fonctionnaire du royaume de Hongrie. 

## Biographie
Il est, à partir de 1481, le greffier (jegyző) de Orbán Nagylucsei par l'intermédiaire duquel il rentre au service du Trésor. Trésorier adjoint de 1487 à 1493, familier du roi (királyi familiáris) de 1492 à 1496, il est trésorier du royaume de 1500 à 1504, puis várnagy de Buda pendant vingt ans. Bien qu'issu d'origines, selon certains, paysannes et modestes, il combat György Dózsa lors de sa jacquerie en 1514 et écrase Ambrus Száleresi, l'un de ses adjoints, et ses hommes lors de la bataille de Gubac le 21 juin. Remplaçant de Girolamo Balbi et Jakab Piso, il est nommé, peu avant la mort d'Ulaszló II, tuteur du jeune Louis II. Bornemisssa essaye d'éduquer et d'élever correctement le jeune roi, mais les problèmes du pays se mettent en travers de son chemin et le margrave, sans scrupules, Georges de Brandebourg, dirige Louis dans la mauvaise direction. Bornemisza se heurte en 1518 à Tamás Bakócz, János Szapolyai et Imre Perényi, qui veulent le destituer.
Il est főispán du comitat de Pozsony lors de la catastrophe de Mohács. Par la suite son antagonisme avec Szapolyai ne disparait pas. Il se rend donc à Pozsony auprès de la reine Marie et se range du côté de Ferdinand Ier.

## Sources
- Markó László: A Magyar Állam Főméltóságai Szent Istvántól napjainkig, Magyar Könyvklub, Budapest 1999.  (ISBN 963-547-085-1)
- Magyar életrajzi lexikon 1000-1990.